# Србија на Летњим олимпијским играма 2024.
Србија је учествовала на Летњим олимпијским играма 2024. у Паризу од 26. јула до 11. августа 2024. године. То је било укупно шесто учешће српских спортиста на ЛОИ под именом Србија. 
Заставу Србије на церемонији отварања су носили одбојкашица Маја Огњеновић и ватерполиста Душан Мандић. Укупно је учествовало 113 представника у 15 спортова. Србија је први пут учествовала у екипној конкуренцији у џудоу.
Новак Ђоковић је освојио прву златну медаљу у тенису за Србију, чиме је комплетирао златни слем каријере. Мушка ватерполо репрезентација је трећи пут заредом постала олимпијски шампион, изједначивши рекорд по броју узастопних тријумфа. Уједно су ватерполисти Никола Јакшић, Душан Мандић и Сава Ранђеловић постали први српски спортисти са три златне олимпијске медаље.

## Освајачи медаља
| Медаља | Олимпијац | Спорт      | Дисциплина                |
| ------ | --- | ---------- | ------------------------- |
| Злато  | Дамир Микец Зорана Аруновић | Стрељаштво | Ваздушни пиштољ 10 м Меш. |
| Злато  | Новак Ђоковић | Тенис      | мушкарци појединачно      |
| Злато  | Ватерполо репрезентација Србије Радослав Филиповић Владимир Мишовић Душан Мандић Виктор Рашовић Никола Дедовић Никола Јакшић Сава Ранђеловић Радомир Драшовић Петар Јакшић Страхиња Рашовић Милош Ћук Немања Вицо Немања Убовић | Ватерполо  | Ватерполо М               |
| Сребро | Александра Перишић | Теквондо   | до 67 кг                  |
| Бронза | Кошаркашка репрезентација Србије Урош Плавшић Филип Петрушев Никола Јовић Богдан Богдановић Вања Маринковић Огњен Добрић Никола Јокић Василије Мицић Марко Гудурић Дејан Давидовац Алекса Аврамовић Никола Милутинов            | Кошарка    | Кошарка М                 |

## Учесници по спортовима
| Спорт        | Мушкарци | Жене | Укупно |
| ------------ | -------- | ---- | ------ |
| Атлетика     | 2        | 4    | 6      |
| Бициклизам   | 1        | 1    | 2      |
| Бокс         | 1        | 2    | 3      |
| Ватерполо    | 12       | 0    | 12     |
| Веслање      | 3        | 1    | 4      |
| Кајак и кану | 4        | 4    | 8      |
| Кошарка      | 16       | 12   | 28     |
| Одбојка      | 12       | 12   | 24     |
| Пливање      | 4        | 1    | 5      |
| Рвање        | 5        | 0    | 5      |
| Стрељаштво   | 2        | 1    | 3      |
| Стони тенис  | 0        | 1    | 1      |
| Тенис        | 2        | 0    | 2      |
| Теквондо     | 2        | 1    | 1      |
| Џудо         | 3        | 3    | 6      |
| 15 спортова  | 69       | 44   | 113    |

## Атлетика
Дисциплине
| Атлетичарка       | Дисциплина           | Квалификације | Квалификације | Финале            | Финале            |
| Атлетичарка       | Дисциплина           | Резултат      | Пласман       | Резултат          | Пласман           |
| ----------------- | -------------------- | ------------- | ------------- | ----------------- | ----------------- |
| Ангелина Топић    | Скок увис            | 1.92 м        | 12 КВ         | Није стартовала   | Није стартовала   |
| Милица Гардашевић | Скок удаљ            | 6,48 м        | 18            | Није се пласирала | Није се пласирала |
| Ивана Шпановић    | Скок удаљ            | 6,51 м        | 16            | Није се пласирала | Није се пласирала |
| Адриана Вилагош   | Бацање копља         | 60,49 м       | 13            | Није се пласирала | Није се пласирала |
| Армин Синанчевић  | Бацање кугле         | 19,31 м       | 24/33         | Није се пласирао  | Није се пласирао  |
| Елзан Бибић       | Трка на 5.000 метара | 14:14,46      | 32            | Није се пласирао  | Није се пласирао  |

## Бициклизам
Друмски бициклизам
| Бициклиста  | Дисциплина               | Време   | Позиција |
| ----------- | ------------------------ | ------- | -------- |
| Огњен Илић  | друмска трка за мушкарце | 6:39:27 | 64/90    |
| Јелена Ерић | друмска трка за жене     | 4:10:47 | 66/93    |

## Бокс
Мушкарци
| Боксер       | Дисциплина | прво коло          | друго коло         | четвртфинале       | полуфинале         | финале             | финале           |
| Боксер       | Дисциплина | Противник Резултат | Противник Резултат | Противник Резултат | Противник Резултат | Противник Резултат | Пласман          |
| ------------ | ---------- | ------------------ | ------------------ | ------------------ | ------------------ | ------------------ | ---------------- |
| Вахид Абасов | велтер     | Н/Д                | Ричардсон ИЗГ 2–3  | Није се пласирао   | Није се пласирао   | Није се пласирао   | Није се пласирао |

Жене
| Боксерка         | Дисциплина | прво коло          | друго коло         | четвртфинале       | полуфинале         | финале             | финале            |
| Боксерка         | Дисциплина | Противник Резултат | Противник Резултат | Противник Резултат | Противник Резултат | Противник Резултат | Пласман           |
| ---------------- | ---------- | ------------------ | ------------------ | ------------------ | ------------------ | ------------------ | ----------------- |
| Наталија Шадрина | лака       | Н/Д                | Хелиф ПОБ 5–0      | Јанг ИЗГ 2–3       | Није се пласирала  | Није се пласирала  | Није се пласирала |
| Сара Ћирковић    | средња     | Јитпонг ИЗГ 1–4    | Није се пласирала  | Није се пласирала  | Није се пласирала  | Није се пласирала  | Није се пласирала |

## Веслање
| Веслачи                         | Дисциплина           | Квалификације | Квалификације | Репесаж | Репесаж | Четвртфинале | Четвртфинале | Полуфинале | Полуфинале | Финале  | Финале |
| Веслачи                         | Дисциплина           | Време         | Плас.         | Време   | Плас.   | Време        | Плас.        | Време      | Плас.      | Време   | Плас.  |
| ------------------------------- | -------------------- | ------------- | ------------- | ------- | ------- | ------------ | ------------ | ---------- | ---------- | ------- | ------ |
| Мартин Мачковић Николај Пименов | Двојац без кормилара | 6:17,36       | 4 Р           | 6:31,54 | 1 ПФ/Б  | Н/Д          | Н/Д          | 6:17,35    | 4 ФБ       | 6:13,85 | 7      |
| Јована Арсић                    | скиф за жене         | 7:48,29       | 3 ЧФ          | Н/Д     | Н/Д     | 7:56,18      | 5 ПФ/Д       | 7:44,60    | 1 ФЦ       | 7:26,09 | 13     |

Легенда: ФА=Финале A (медаље); ФБ=Финале Б; ФЦ=Финале Ц; ФД=Финале Д; ФЕ=Финале Е; ФФ=Финале Ф; ПФ А/Б=Полуфинале А/Б; ПФ Ц/Д=Полуфинале Ц/Д; ПФ Е/Ф=Полуфинале Е/Ф; ЧФ=Четвртфинале; Р=Репесаж

## Кајак и кану
Кајак и кану на мирним водама
| Кајакаши | Дисциплина        | Група | Група | Четвртфинале | Четвртфинале | Полуфинале | Полуфинале | Финале | Финале |
| Кајакаши | Дисциплина        | Време | Место | Време        | Место        | Време      | Место      | Време  | Место  |
| -------- | ----------------- | ----- | ----- | ------------ | ------------ | ---------- | ---------- | ------ | ------ |
| [[]]     | К-4 500м мушкарци |       |       |              |              |            |            |        |        |
| [[]]     | К-1 500м жене     |       |       |              |              |            |            |        |        |
| [[]]     | К-4 500м жене     |       |       |              |              |            |            |        |        |

## Кошарка

### Мушки турнир
- Мушка репрезентација (12 играча)

Састав репрезентације

### Женски турнир
- Женска репрезентација (12 играча)

Састав репрезентације

### Турнир у3x3

#### Мушки турнир
Састав репрезентације
| Екипа  | Такмичење | Групна фаза        | Групна фаза        | Групна фаза        | Групна фаза        | Групна фаза        | Групна фаза        | Групна фаза        | Групна фаза | Четвртфинале       | Полуфинале         | Финале/За 3. место | Финале/За 3. место |
| Екипа  | Такмичење | Противник Резултат | Противник Резултат | Противник Резултат | Противник Резултат | Противник Резултат | Противник Резултат | Противник Резултат | Место       | Противник Резултат | Противник Резултат | Противник Резултат | Место              |
| ------ | --------- | ------------------ | ------------------ | ------------------ | ------------------ | ------------------ | ------------------ | ------------------ | ----------- | ------------------ | ------------------ | ------------------ | ------------------ |
| Србија | Мушкарци  |                    |                    |                    |                    |                    |                    |                    |             | Н/Д                |                    |                    |                    |
| Србија | Жене      |                    |                    |                    |                    |                    |                    |                    |             |                    |                    |                    |                    |

## Одбојка
- Женска репрезентација (12 играчица)

Састав репрезентације
| № | Име | Поз. | Висина | Датум рођења | Клуб |
| - | --- | ---- | ------ | ------------ | ---- |

Селектор: [[]]
- Мушка репрезентација (12 играча)

Састав репрезентације
| № | Име | Поз. | Висина | Датум рођења | Клуб |
| - | --- | ---- | ------ | ------------ | ---- |

## Пливање
| Пливач(ица)                                               | Дисциплина       | Група | Група   | Полуфинале | Полуфинале | Финале | Финале  |
| Пливач(ица)                                               | Дисциплина       | Време | Пласман | Време      | Пласман    | Време  | Пласман |
| --------------------------------------------------------- | ---------------- | ----- | ------- | ---------- | ---------- | ------ | ------- |
| Андреј Барна                                              | 100 м слободно   |       |         |            |            |        |         |
| Никола Аћин Андреј Барна Урош Николић Велимир Стјепановић | 4×100 м слободно |       |         | Н/Д        | Н/Д        |        |         |

## Рвање
Слободни стил
| Рвач          | Категорија | Осмина финала      | Четвртфинале       | Полуфинале         | Репесаж 1          | Репесаж 2          | Финале / БМ        | Финале / БМ        |         |
| Рвач          | Категорија | Противник Резултат | Противник Резултат | Противник Резултат | Противник Резултат | Противник Резултат | Противник Резултат | Противник Резултат | Пласман |
| ------------- | ---------- | ------------------ | ------------------ | ------------------ | ------------------ | ------------------ | ------------------ | ------------------ | ------- |
| Стеван Мићић  | до 57 кг   |                    |                    |                    |                    |                    |                    |                    |         |
| Хетик Цаболов | до 74 кг   |                    |                    |                    |                    |                    |                    |                    |         |

Грчко-римски стил
| Рвач               | Категорија | Осмина финала      | Четвртфинале       | Полуфинале         | Репесаж 1          | Репесаж 2          | Финале / БМ        | Финале / БМ        |         |
| Рвач               | Категорија | Противник Резултат | Противник Резултат | Противник Резултат | Противник Резултат | Противник Резултат | Противник Резултат | Противник Резултат | Пласман |
| ------------------ | ---------- | ------------------ | ------------------ | ------------------ | ------------------ | ------------------ | ------------------ | ------------------ | ------- |
| Мате Немеш         | до 67 кг   |                    |                    |                    |                    |                    |                    |                    |         |
| Александар Комаров | до 87 кг   |                    |                    |                    |                    |                    |                    |                    |         |
| Георги Тибилов     | до 60 кг   |                    |                    |                    |                    |                    |                    |                    |         |

## Стони тенис
| Такмичар          | Дисциплина  | Квал.              | 1. коло            | 2. коло            | 3. коло            | 1/8 финала         | Четвртфин.         | Полуфин.           | Финале / БМ        | Финале / БМ       |
| Такмичар          | Дисциплина  | Противник Резултат | Противник Резултат | Противник Резултат | Противник Резултат | Противник Резултат | Противник Резултат | Противник Резултат | Противник Резултат | Пласман           |
| ----------------- | ----------- | ------------------ | ------------------ | ------------------ | ------------------ | ------------------ | ------------------ | ------------------ | ------------------ | ----------------- |
| Изабела Лупулеску | Појединачно | Н/Д                | Дијаз ИЗГ 0:4      | Није се пласирала  | Није се пласирала  | Није се пласирала  | Није се пласирала  | Није се пласирала  | Није се пласирала  | Није се пласирала |

## Стрељаштво
| Стрелац                     | Дисциплина                    | Квалификације | Квалификације | Финале                   | Финале            |
| Стрелац                     | Дисциплина                    | Резултат      | Пласман       | Резултат                 | Пласман           |
| --------------------------- | ----------------------------- | ------------- | ------------- | ------------------------ | ----------------- |
| Дамир Микец                 | ваздушни пиштољ 10 м муш.     | 584           | 1/33          | 136,9                    | 7                 |
| Зорана Аруновић             | ваздушни пиштољ 10 м жене     | 575           | 10/44         | Није се пласирала        | Није се пласирала |
| Лазар Ковачевић             | ваздушни пиштољ 10 м мешовито | 625,5         | 37/49         | Није се пласирао         | Није се пласирао  |
| Лазар Ковачевић             | МК пушка тростав 50 м         | 592           | 5/44          | 407,4                    | 8                 |
| Дамир Микец Зорана Аруновић | ваздушни пиштољ 10 м екипно   | 581           | 2/17          | Тархан / Дикец ПОБ 16–14 |                   |

## Теквондо
На основу пласмана на олимпијској ранг листи Светске теквондо федерације освојене су две учесничке квоте за олимпијски теквондо турнир.
| Теквондиста        | Дисциплина | Прво коло          | Четвртфинала       | Полуфинала         | Репесаж            | Финале/ БМ         | Финале/ БМ |
| Теквондиста        | Дисциплина | Противник Резултат | Противник Резултат | Противник Резултат | Противник Резултат | Противник Резултат | Пласман    |
| ------------------ | ---------- | ------------------ | ------------------ | ------------------ | ------------------ | ------------------ | ---------- |
| Александра Перишић | до 67 кг   | '                  | '                  | '                  | '                  | '                  |            |
| Стефан Таков       |            |                    |                    |                    |                    |                    |            |
| Лев Корнеев        |            |                    |                    |                    |                    |                    |            |

## Тенис
На основу пласмана на АТП ранг листи освојене су две учесничке квоте за олимпијски тениски турнир.
| Тенисер       | Дисциплина  | Прво коло                       | Друго коло         | Треће коло          | Четвртфинала              | Полуфинала          | Финала / БМ                    | Финала / БМ      |
| Тенисер       | Дисциплина  | Противник Резултат              | Противник Резултат | Противник Резултат  | Противник Резултат        | Противник Резултат  | Противник Резултат             | Пласман          |
| ------------- | ----------- | ------------------------------- | ------------------ | ------------------- | ------------------------- | ------------------- | ------------------------------ | ---------------- |
| Новак Ђоковић | Појединачно | Ебден ПОБ 6:0, 6:1              | Надал ПОБ 6:1, 6:4 | Кепфер ПОБ 7:5, 6:3 | Циципас ПОБ 6:3, 7:6(7:3) | Музети ПОБ 6:4, 6:2 | Алкараз ПОБ 7–6(7–3), 7–6(7–2) |                  |
| Душан Лајовић | Појединачно | Мартерер ИЗГ 3–6, 7–6(8–6), 3–6 | Није се пласирао   | Није се пласирао    | Није се пласирао          | Није се пласирао    | Није се пласирао               | Није се пласирао |

## Џудо
На основу пласмана на Олимпијској ранг листи шесторо џудиста квалификовало се за Олимпијске игре у појединачној конкуренцији и екипном такмичењу.
| Athlete          | Дисциплина       | Прва рунда         | Друга рунда        | Четвртина финала   | Полуфинале         | Репесаж            | Финале / БМ           | Финале / БМ       |
| Athlete          | Дисциплина       | Противник Резултат | Противник Резултат | Противник Резултат | Противник Резултат | Противник Резултат | Противник Резултат    | Пласман           |
| ---------------- | ---------------- | ------------------ | ------------------ | ------------------ | ------------------ | ------------------ | --------------------- | ----------------- |
| Страхиња Бунчић  | Мушкарци −66 кг  | Наџафов ПОБ 01–00  | Пирас ПОБ 01–00    | Виеру ПОР 00–10    | Није се такмичио   | Emomali ПОБ ПОВ    | Киргизбајев ИЗГ 00–01 | 5                 |
| Немања Мајдов    | Мушкарци −90 кг  | Целидис ПОР 00–10  | Није се пласирао   | Није се пласирао   | Није се пласирао   | Није се пласирао   | Није се пласирао      |                   |
| Александар Кукољ | Мушкарци −100 кг | Вег ПОР 00–01      | Није се пласирао   | Није се пласирао   | Није се пласирао   | Није се пласирао   | Није се пласирао      | Није се пласирао  |
| Милица Николић   | Жене −48 кг      | Штангар ПОБ 01–00  | Мартинез ИЗГ 00–10 | Није се пласирала  | Није се пласирала  | Није се пласирала  | Није се пласирала     | Није се пласирала |
| Марица Перишић   | Жене −57 кг      | Прадхан ПОБ 10–00  | Лин ПОБ 01–00      | Дегучи ИЗГ 00–01   | Није се такмичила  | Фунакубо ИЗГ 00–10 | Није се пласирала     | 7                 |
| Милица Жабић     | Жене +78 кг      | Тавано ПОБ 10–00   | Ортиз ПОБ 10–00    | Хершко ИЗГ 00–10   | Није се такмичила  | Соне ПОБ ПОВ       | Дико ИЗГ 00–10        | 5                 |